# سالازار د لاس پالماس
سالازار د لاس پالماس (انگلیسی: Salazar de las Palmas) نام شهری در کشور کلمبیا است.